# Dead Letters
Dead Letters – album fińskiego rockowego zespołu The Rasmus, wydany w 2003 roku przez wytwórnię płytową Playgroud Music.
Pierwszy singel z tego albumu noszący nazwę „In the Shadows” został wydany 10 stycznia 2003 roku w Finlandii, a kilka tygodni później w Szwecji, Norwegii, Danii i krajach nadbałtyckich.
Lauri Ylönen (wokalista zespołu) wyjaśnia, że album został nazwany Martwe listy ze względu na to, że słowa piosenek mają charakter listów do kogoś, spowiedzi lub prośby o pomoc.
The Rasmus powrócił do wytwórni w Szwecji, bo zespół nadal chciał współpracować z Mikaelem Nord Andersonem i Martinem Hansenem w Nord Studio. To właśnie tam wydany został między innymi singel „Into”, który w Finlandii odniósł sukces.
Płyta rozeszła się w nakładzie 2 000 000 kopii na całym świecie. W Polsce album uzyskał status złotej płyty.

## Lista utworów
| #   | Tytuł                      | Długość        |
| --- | -------------------------- | -------------- |
| 1.  | „First Day of My Life”     | 3:44           |
| 2.  | „In the Shadows”           | 4:05           |
| 3.  | „Still Standing”           | 3:31           |
| 4.  | „In My Life”               | 4:02           |
| 5.  | „Time to Burn”             | 4:32           |
| 6.  | „Guilty”                   | 3:41           |
| 7.  | „Not Like the Other Girls” | 5:43           |
| 8.  | „The One I Love”           | 3:15           |
| 9.  | „Back in the Picture”      | 3:41           |
| 10. | „Funeral Song”             | 3:17 (singiel) |